# Ousmane Sembène
Ousmane Sembène (Ziguinchor, 1 de gener de 1923-Dakar 9 de juny de 2007) va ser un actor, director, escriptor, guionista i activista polític senegalès. És considerat com un dels autors més importants d'Àfrica del segle XX i "el pare del cinema africà". Entre els temes habituals de la seva filmografia està la història del colonialisme, els fracassos de la religió, la crítica de la nova classe política africana i la força de les dones africanes.

## Biografia
Va néixer en Ziguinchor i als set anys va començar a anar a la escola alcorànica i a la francesa, aprenent àrab i francès; la seva llengua materna és el wolof. Descendent d'una família serer a través de la seva mare de la línia de Matar Sène, Ousmane Sembène es va sentir particularment atret per les religió serer, especialment la Festa de Tuur.
El 1942, entra a l'exèrcit francès (Tirailleurs Sénégalais) i en 1946 s'instal·la a Marsella, on exerceix diversos treballs, sobretot d'estibador i s'afilia al Partit Comunista Francès i a la CGT. A més milita contra la guerra a la Indoxina francesa i per la independència de Algèria.
En 1956, publica la seva primera novel·la,, Le Docker noir ue relata la seva experiència com a estibador, en 1957 Ô pays, mon beau peuple, el 1960, Les Bouts de bois de Dieu, que relata la vaga dels bracers senegalesos de la línia de ferrocarril entre Dakar i Bamako que demanaven tenir els mateixos drets que els francesos.
Comença a pensar en el cinema en 1960, any de la independència del Sudan francès (més tard Mali) i del Senegal, quan viatja per diferents àrees d'Àfrica: Mali, Guinea, República del Congo, etc.
En 1961, assisteix a l'escola de cinema de Moscou i en 1962 realitza el seu primer curtmetratge Borom Sarret, seguit en 1964 per Niaye. El seu primer llargmetratge, La Noire de..., surt en 1964 i rep el Premi Jean Vigo d'aquest any, en ell fa una crítica social i política amb la història d'una jove senegalesa que treballarà a França, on l'esclavitza una família fins al punt de portar-la al suïcidi. La seva pel·lícula sobre la burgesia senegalesa Le mandat (1968) va ser guardonada amb el premi de la crítica de la Mostra Internacional de Cinema de Venècia.
En 1979, la seva pel·lícula Ceddo va ser censurada al Senegal pel president Léopold Sédar Senghor per una falta d'ortografia, encara que més aviat seguia una política de no contrariar a les autoritats musulmanes, ja que la pel·lícula versava sobre la revolta dels Ceddos del segle xvii, poble animista. A més la pel·lícula ataca també l'arribada a Àfrica Occidental del catolicisme i l'islam, sobretot pel que fa a la desaparició de les estructures socials tradicionals amb la complicitat de l'aristocràcia local. Més tard, el 1988, també censurarien a França Camp de Thiaroye, pel·lícula d'homenatge als soldats senegalesos assassinats per les tropes colonials franceses a la massacre de Thiaroye.
El 2000, amb Faat Kiné, va iniciar una trilogia sobre l'"heroisme quotidià" que les seves dues primeres obres es consagren a la dona africana (estava preparant el tercer La Confrérie des Rats). El segon, Moolaadé (2003) aborda el tema de la mutilació genital femenina. La pel·lícula relata la història de quatre nenes que fugen de l'escissió i troben refugi en una dona, Collé Ardo (interpretada per la maliana Fatoumata Coulibaly) que els ofereix hospitalitat (moolaadé) malgrat les pressions del poble i del seu marit. La pel·lícula va ser guardonada en diversos certàmens cinematogràfics com el festival de Cannes i el Fespaco, Festival de Cinema a Ouagadougou.
El 9 de novembre de 2006, pocs mesos abans de la seva mort va ser guardonat amb l'ordre de la Legió d'Honor de França.
En 2015 es va estrenar el documental sobre la vida del cineasta: Sembene!

## Filmografia parcial
- 1963: Borom Sarret, curtmetratge
- 1963: L'Empire songhay, curtmetratge documental
- 1964: Niaye
- 1966: La Noire de... (guió, direcció)
- 1968: Mandabi (guió, direcció)
- 1970: Taaw, curtmetratge
- 1971: Emitaï (Dieu du tonnerre) (guió, direcció)
- 1974: Xala (guió, direcció)
- 1976: Ceddo (guió, direcció, actor)
- 1987: Camp de Thiaroye (guió, direcció)
- 1992: Guelwaar
- 2000: Faat Kiné
- 2003: Moolaadé (guió, direcció)

## Obrs literàries
- 1956: Le Docker noir, (edicions Présence africaine), 2000, ISBN 2-7087-0293-9
- 1957: Ô pays, mon beau peuple
- 1960: Les Bouts de bois de Dieu
- 1962: Voltaïque
- 1964: L'Harmattan
- 1965: Le Mandat
- 1973: Xala
- 1981: Le Dernier de l'Empire
- 1987: Niiwam, seguido de Taaw (edicionesPrésence africaine)
- "Vehi-Ciosane, ou, Blanche-Genèse : Suivi du Mandat", Ed.: Société Nouvelle Présence africaine, 2000, ISBN 2-7087-0170-3

## Premis i nominacions
Festival Internacional de Cinema de Canes
| Any  | Categoria               | Pel·lícula | Resultat  |
| ---- | ----------------------- | ---------- | --------- |
| 2004 | Premi Un Certain Regard | Moolaadé   | Guanyador |

Festival Internacional de Cinema de Venècia
| Any  | Categoria                                   | Pel·lícula       | Resultat  |
| ---- | ------------------------------------------- | ---------------- | --------- |
| 1988 | Premi especial del jurat                    | Camp de Thiaroye | Guanyador |
| 1988 | Premi New Cinema                            | Camp de Thiaroye | Guanyador |
| 1988 | Premi UNICEF                                | Camp de Thiaroye | Guanyador |
| 1992 | Medalla d'or del President del Senat italià | Guelwaar         | Guanyador |

Entre 1966 amb la pel·lícula La noire de... i 2005 amb Moolaadé, Sembène va acumular més de 20 premis i 10 nominacions atorgats per festivals o institucions d'Àfrica, Amèrica i Europa. Festivals emblemàtics com els de Berlín, Cannes i Venècia i institucions com el British Film Institute o Human Rights Watch, van reconèixer el valor estètic o social de la seva obra.
El primer d'aquests reconeixements, rebut en 1966, va ser el Premi Jean Vigo, que és reconegut com l'impulsor de la seva carrera, tal com el propi esperit del guardó indica.
Entre aquests guardons destaquen:
- Premi Jean Vigo, 1966
- Premi Tanit d'or 1966, Festival de Cartago, per La noire de...
- Premi Especial del Jurat 1976 del Festival de Cinema de Karlovy Vary, per Xala.
- Premio Honorari per "la seva contribució al cinema" en 1979 al Festival Internacional de Cinema de Moscou
- Premi Akira Kurosawa de 1993 al Festival Internacional de Cinema de San Francisco
- Premi Lifetime Achivement Award 1996 del Festival de cinema de Human Rights Watch.
- Premi Especial del Jurat 2004 al Festival Internacional de Cinema de Marràqueix

### Articles
- V. Natasha E. Copeland , « Pictures in Motion or Motion Pictures: Sembène’s Natural Products Steal the Show » en Études littéraires africaines, n 30, 2010, p. 58-76.
- Pierre Haffner, « Der Widerstandskämpfer: Sembène Ousmane », en Revue pour le cinéma français (CICIM), n.° 27-28, Institut français de Múnich, 1989, p. 76-92 (a partir de una entrevista de 1977).
- Sada Niang et Samba Gadjigo, « Interview with Ousmane Sembene » en Research in African Literatures, 26:3 (otoño 1995), p. 174-178.
- « Sembène Ousmane » a CinémAction, n.° 34, 1995.

### Llibres
- Samba Gadjigo, Ousmane Sembène: Dialogues with Critics and Writers, Amherst, University of Massachusetts Press, 1993.
- Martin T. Bestman, Sembene Ousmane : Romancier et les fonctions socioesthétiques du roman négro-africain, Université Laval, 1972 (tesis).
- Khonde Bonfenda, Le néo-bourgeois de Dakar, d'après Sembene Ousmane, Université de Montréal, 1991 (M.A.).
- Marie A. Lanthiez-Schweitzer, Ousmane Sembène, romancier de l'Afrique émergente, University of British Columbia, 1976 (tesis).
- David Murphy, Imagining Alternatives in Film and Fiction - Sembene, Oxford, Africa World Press Inc., 2001.
- Françoise Pfaff, The Cinema of Ousmane Sembène, Nueva York, Londres, 1984.
- Sada Niang, Littérature et cinéma en Afrique francophone : Ousmane Sembène et Assia Djebar, Paris, L’Harmattan, 1996.
- Ahmed Rufa'i, L'image de la femme africaine dans l'œuvre d'Ousmane Sembene, Université de Sherbrooke, 1983 (M.A.).
- Hilaire Sikoumo, Ousmane Semène. Écrivain populaire, L’Harmattan, Paris, 2010, 298 p. ISBN 978-2-296-13331-0.
- Paulin Soumanou Vieyra,  Ousmane Sembène : cinéaste. Première période 1962-1971, Paris, Présence Africaine, 1972, 244 p.

### Publicacions
- Africultures, n. 76, 2009.
- Études littéraires africaines, n. 30, 2010
- Présence francophone, n. 71, 2008.

### Documentals
- Caméra d'Afrique (1983), dirigido por Férid Bougherid: conté entrevistes amb Sembène i extractes de les seves pel·lícules; el documental se centra en els primers anys del cinema africà després del procés de descolonització.[12]
- Sembène! (2015), dirigit por Samba Gadjigo i Jason Silverman: documental sobre la vida i obra de Sembène.[13]